# Alleanza mondiale battista
L'Alleanza mondiale battista (Baptist World Alliance, BWA) è un'alleanza mondiale di chiese battiste, fondata nel 1905 a Londra.

## Storia
Nel 1904, John Newton Prestridge, direttore del quotidiano The Baptist Argus a Louisville (Stati Uniti) invitò i Battisti a un raduno mondiale. John Howard Shakespeare, editore di The Baptist Times e Freeman a Londra, sostenne la proposta. Quello stesso anno, la Unione Battista della Gran Bretagna ha inviato inviti a varie organizzazioni battiste in tutto il mondo per un congresso mondiale nel 1905.  Rappresentanti di 23 paesi hanno risposto all'invito e hanno fondato la Alleanza mondiale battista nel 1905 a Exeter Hall a Londra. L'Alleanza è stata fondata il 17 luglio, 1905.
Secondo un censimento pubblicato nel 2023, ha affermato di avere 246 denominazioni battiste membri in 128 paesi, 176.000 chiese e 51.000.000 di membri battezzati.